# Ліпсько-Полесе
Ліпсько-Полесе (пол. Lipsko-Polesie) — село в Польщі, у гміні Замостя Замойського повіту Люблінського воєводства.
Населення — 408 осіб (2011).
У 1975-1998 роках село належало до Замойського воєводства.

## Демографія
Демографічна структура станом на 31 березня 2011 року:
|          | Загалом | Допрацездатний вік | Працездатний вік | Постпрацездатний вік |
| -------- | ------- | ------------------ | ---------------- | -------------------- |
| Чоловіки | 195     | 51                 | 132              | 12                   |
| Жінки    | 213     | 46                 | 128              | 39                   |
| Разом    | 408     | 97                 | 260              | 51                   |